# アビラのテレサ
アビラの聖テレサ（ラテン語表記:Teresia Abulensis、洗礼名 Teresa de Cepeda y Ahumada，1515年3月28日 - 1582年10月4日）は、スペインのローマ・カトリック教会の神秘家であり、修道院改革に尽力した人物である。カスティーリャのアビラ（マドリードの北西約85キロのところにある）で生まれた。カトリック教会・聖公会・ルーテル教会で聖人。カトリック教会での祝日は10月15日。
信仰上、イエスのテレジア（スペイン語表記:Teresa de Jesús）としても知られる。ラテン語名テレジアの名の聖女がいま一人存在するので、リジューのテレーズを小テレジアと呼び、彼女を大テレジアとも呼ぶ。アヴィラの聖テレサとの表記もある。

## 概要

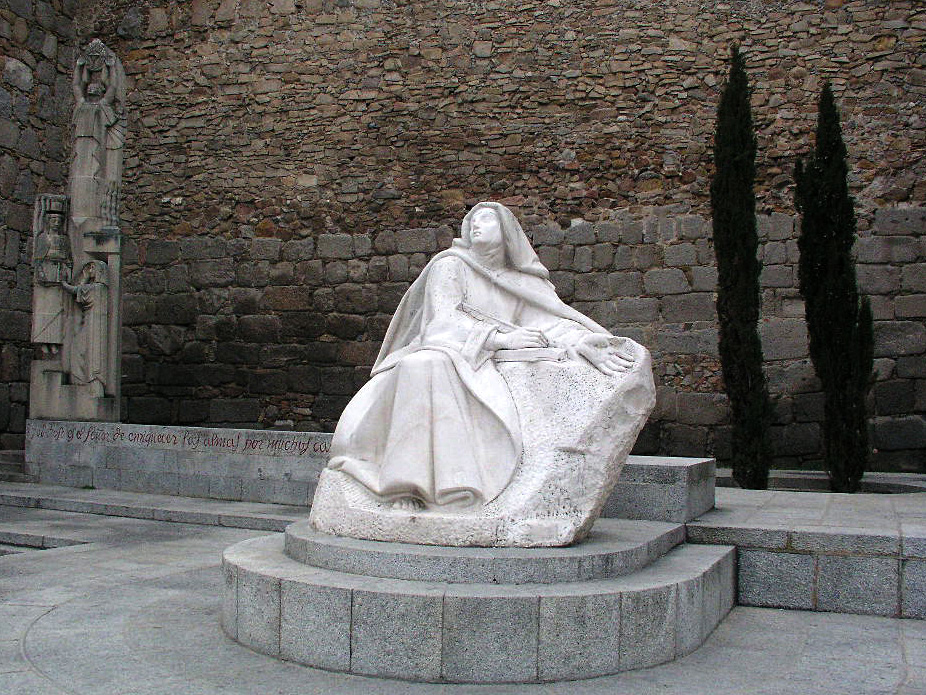
聖テレサ像

彼女は、他の聖者および殉教者の例にもれず、若い頃から父、セペダのアロンソ・サンチェス勲爵 (the knight Alonso Sánchez de Cepeda)、そしてとりわけ母のベアトリス・ダビラ・イ・アウマダ (Beatriz d'Ávila y Ahumada) による教えを受けて、非常に信仰深く禁欲的な理想をしっかりと植え付けられていた。彼女の父の家系はおそらくユダヤ教からの改宗者だった。テレサは聖者の生き様に魅了されていた。そして、少女時代に何度か家出をし、荒野の殉教地を探した。1534年のある朝、問題児の収容施設をこっそり抜け出して、彼女はアビラにあるカルメル会の御托身女子修道院に入った。
修道院では、彼女は病気に苦しんだ。病気の初期には、彼女は信仰書『信仰入門書』(Abecedario espiritual) を読む中で、崇高な宗教的恍惚感を繰り返し経験した。その書はとりわけ「第三の書」あるいは"spiritual alphabet" （1537年 - 1554年に6部に分け刊行）として広く知られているものである。中世の神秘家たちの同様の著作の例に並ぶこの本は、神秘主義の術語では、「回想話法」（oratio recollectionis）もしくは「心情話法」（oratio mentalis）として知られる方法で自制心を試し、霊的自己への集中および内面の熟考を促す内容で構成されている。これに加えて、彼女は他の神秘的な苦行も行った。それは例えば、アルカンタラのペテロ (Peter of Alcantara) の
Tractatus de oratione et meditatione や、おそらくイグナチオ・デ・ロヨラの『霊操』(Excercitia) そのものではなく、それにならった多くの人々の例を参考にしたようなものである。
彼女は闘病中に自分は「回想」という最も低い段階から「平和への献身」もしくは「（神との）合一への献身」という段階まで引き上げられ、それは完全なる恍惚感の一つであると告白した。これは頻繁に鮮やかな「涙の祝福」を伴うものであった。ローマ・カトリックの道徳的な罪と許されうる罪との区別が彼女には分かり始め、そして、罪深い不正の非常に恐ろしい秘密と原罪の先天的な性質の問題に行き当たった。このことにより、彼女は人間の生まれながらの完全な無力さを意識することが、神への絶対的服従の必要性につながるのだと考えた。
彼女の超自然的な経験の中にある神聖ではないサタンの要素について、様々な彼女の友人たちの側では、それが彼女を自分に課した最もひどい苦行かつ禁欲へと導く暗示であり、それは彼女の普段の禁欲主義をはるかに超越したものであると捉えていた。（1556年頃）その状態は、彼女がフランシスコ・ボルハに告解を行い、彼からそれを許されるまで続いた。1559年の聖ペトロの日 (6月29日・月曜日) に、彼女はキリストは目には見えなくても、肉体を持って彼女の前に現前するのだと固く信じるようになった。このビジョンは、2年以上もの間ほとんど途切れることなく続いた。また別のビジョンでは、天使が彼女の心臓を繰り返し激しく槍で突き刺した。それは、前例のない、いわば霊的身体の痛みを引き起こした。このエピソードの記憶は、彼女が生涯を通じて持っていたイエスの生命と忍耐との合一の情熱が発せられたおおもとであり、また、彼女のイメージ上のモットー「主よ、私を苦しめるか殺すかしてください」として常に記されていた涙の中に集約される長い愛と苦悩の奮闘を、終わらせようと決心する原動力となった。

## 改革者としての活動
彼女が内部の原動力を、外部への実際的な表現としようと考えたきっかけは、アルカンタラのペテロである。1560年の初頭、彼は偶然創立者としての彼女と知り合った。そして、彼女の精神的な指導者・カウンセラーとなった。彼女はその時、カルメル会女子修道院を創立し、彼女が気付いた御托身修道院（Cloister of the Incarnation）のだらしなさを改革しようと決心した。Guimara de Ullonという金持ちの友人の女性が、資金を提供した。
1562年に創立され、聖ヨセフと名付けられた新しい修道院の明らかな貧しさは、最初はアビラの一般市民や教会関係者たちの間でスキャンダルを沸騰させた。そして、チャペルのついたその小さな修道院は弾圧の危機にさらされた。しかし、最低限の好条件の担保と幸運の影響を受けただけでなく、有力な勲爵のような後援者たちがそれまでの敵意を翻して支援する側に回った。
1563年5月、テレサが新しい修道院へと移転した時、彼女は明らかな貧しさと豊かさの拒絶という最も重要な原則について、教皇の支持を取り付けた。その原則を彼女は「規約」という形で明確にするようにしていった。彼女の計画は今までのより厳格な規律を復興し、新しい規則によって補足することだった。新しい規則とは例えば、毎週の礼拝で指示されるむち打ちの儀式という3つの懲罰や、全員靴を履かないか、あるいは、靴を履く代わりに革か木のサンダルを使用することなどである。最初の5年間は、テレサは宗教的隠遁生活を続け、著作活動に従事した。
1567年、彼女はカルメル会の長、ルベオ・デ・ラヴェンナ (Rubeo de Ravenna) の特別な許しを得て、彼女の指示で複数の新しい修道院を創立した。そしてこの努力を続ける中で、後に彼女はほとんど全てのスペインの地方を訪問する長い旅を行った。これらの旅を続ける中で、彼女は『創立の書』(Libro de las Fundaciones, a late ed., Madrid, 1880; Eng. transl., Book of the Foundations, London, 1871) を著した。1567年から1571年にかけて、改革修道院がメディナ・デル・カンポ、マラゴン、バリャドリド、トレド、パストラナ、サラマンカ、アルバ・デ・トルメスに建てられた。
彼女の精神を手本にして、十字架のヨハネによって男子修道士に向けた同様の運動が始められた。テレサのもう一人の友人、ヘロニモ・グレシアン（Geronimo Grecian, 彼はアンダルシアでカルメル会の旧来の修道規則の視察官、ローマ教皇庁の長官、そして後にはテレサによる改革派の大司教を務めた）は、セゴビア (Segovia, 1571年)、ベガス・デ・セグラ (Vegas de Segura, 1574年)、セビリャ (Sevilla, 1575年)、カラバカ・デ・ラ・クルス（Caravaca de la Cruz, ムルシア地方、1576年）に修道院を創立するにあたって、彼女に強力な支援を行った。そしてその一方、徹底的な神秘主義者のヨハネは、教師・説教師としての権力によって、この運動の精神生活を普及させた。
1576年、テレサやその友人たち、そして彼女たちの改革に対抗する旧来の保守的なカルメル会の修道士たちの側から、一連の迫害が始まった。ピアチェンツァで行われた司教座聖堂参事会の例会で採用された決議案の骨子に従って、カルメル会の「戒律決定者たち」は、新たに修道院を創立することを全面的に禁じたのである。修道会の総長は、創立した修道院の一つで自主的に隠遁生活を送るように彼女を追いやった。彼女はそれに従い、そして、トレドにある聖ヨセフの修道院で過ごす道を選んだ。彼女の友人と彼女に従っていた人々は、より規模の大きい裁判にかけられることになった。
数年の後、ついに彼女の判決がスペイン王フェリペ2世の書面によって通告され、彼女は安堵を得ることができた。結果として、1579年、彼女やグレシアンやその他の人々に反対して起こされた宗教裁判の前の出来事は、なかったことになった。そして、改革の伸張は少なくとも消極的な意味で順序を変えることになった。教皇グレゴリウス13世の簡潔な声明文は、跣足カルメル女子修道会の新しい支局に対して、特別な管区長を置くことを許可するものだった。また、王からの勅令により、改革のための4人の参考人からなる保護委員会が創設された。
テレサの人生の最後の3年間の間、彼女はアンダルシア地方の北西部にあるビリャヌエバ・デ・ラ・ハラ（Villanueva de la Jara）（1580年）、バレンシア（1580年）、ソリア（1581年）、ブルゴスとグラナダ（1582年）に修道院を創立した。全部で17人の女子修道院は、1つを除いて彼女によって創立されたものだった。そして、同じ数の男子修道院も彼女の20年間の改革活動のおかげで創立されたのだった。彼女の最後の病気は、ブルゴスからアルバ・デ・トルメスに旅する途中に突然起こった。
逸話的には、彼女は1582年の10月4日から10月15日の間の夜に亡くなったとされる。それは、スペインおよびカトリックの世界では、ユリウス暦からグレゴリオ暦に切り替えた時に当たっていた。彼女の没後40年がたって、彼女は列聖された。教会では彼女を「天使のような修道女」として崇敬している。スペイン議会（Cortes Generales）は、1814年に彼女をスペインの貢献者として称えた。そして、その大学は既に学位と共に教会博士の称号を授与していた。この称号はラテン語で表されているが、死後にローマ教皇庁から授与される「教会博士」の称号とは異なる。こちらの称号については、1970年に授与された。彼女の著作における神秘主義思想は、続く何世紀もの間の多くの神学者たちの思想形成に大きな影響を与えた。例えば、フランシスコ・サレジオ、フェネロン（Fénelon）、ポールロワイヤリストたち（Port-Royalists）である。

## 彼女の神秘主義思想
テレサの全著作を通じての神秘思想の要点は、4つの段階を経る魂の向上である（『自叙伝』第5章22節）（訳注：この段階については諸説があり、必ずしもここでの説明が全てではない）。第一段階の「瞑想」（heart's devotion）は、敬虔な沈思黙考あるいは集中力のことであり、魂を外部から撤退させて、ただひたすらにキリストの愛に従い、忍耐することである。
第二段階は「静寂」（devotion of peace）であり、その段階においては少なくとも人間の意志は失われ、神から与えられたカリスマ的、超自然的な状態に基づいて、神の中にいる。その一方で、記憶、理性、想像力などの他の働きは、まだ現世の喧騒から守られてはいない。部分的な注意散漫は、祈りの反復や霊的な事柄を書き記すような外部に向けての行動のために起こる。しかし、その一方で次第に一種の静けさの状態が心を占めるようになる。
第三段階は「合一」（devotion of union）であり、これは超自然的なだけではなく本質的に宗教的な意味での恍惚状態（訳注：法悦）である。この段階においては、神への信仰に理性までも没頭するので、ただ記憶と想像力だけが取りとめもなく広がって行くに任せられる。この状態は、この上ない平和、（最上ではないにしても）より高次の魂の働きの甘いまどろみ、現実との接点を残した状態での神の愛への歓喜、などとして描写される。
第四段階は「恍惚あるいは歓喜」（devotion of ecstasy or rapture）という受動的な状態であり、ここでは身体が存在するという感覚が消滅する（「コリントの信徒への手紙二」12.2-3）感覚の働きが消えるということは、つまり、記憶や想像力までもが神にすっかり夢中になってしまう、あるいは、酔ったような状態になってしまうということである。身体と精神は、甘美な激痛、幸せな苦痛、恐ろしいまでに激しい輝きと完全な無能・無意識との間の交替現象、そして、しばしの窒息状態の中に置かれる。そしてそれは、身体が文字通り宙に浮く恍惚の浮揚のような現象によって時々中断される。半時間ほどこうした現象が続いた後、数時間の気絶のような衰弱状態の中で反動の弛緩を味わう。この時、神との合一の全ての働きを否定する気分を伴う。ここから、主体は自分の涙に気付く。つまりそれが神秘体験の絶頂、恍惚状態の創出なのである。

## 著作
- 『自叙伝』
  - 『イエズスの聖テレジア自叙伝』中央出版社(現：サンパウロ)
  - 『神の憐れみの人生（上下）』聖母の騎士社
- 『霊魂の城』ドン・ボスコ社/聖母の騎士社
- 『完徳の道』ドン・ボスコ社/岩波書店
- 『創立史』ドン・ボスコ社
- 『詩集』西宮女子カルメル会
- 『イエズスの聖テレジア小品集』ドン・ボスコ社
- 『アビラの聖女テレサの旅』聖母の騎士社
- 『アビラの聖女テレサの詩』聖母の騎士社
- 『アビラの聖女テレサの手紙』聖母の騎士社
- 『アヴィラの聖テレサ』女子跣足カルメル会東京三位一体修道院
- 『城の中へ』ドン・ボスコ社

説教用に作成された彼女の著作は、ローマ・カトリック教会の神秘主義文献の中で最も素晴らしいものの一つである。
- The "Autobiography", written before 1567, under the direction of her confessor, Pedro Ibanez (La Vida de la Santa Madre Teresa de Jesús, Madrid, 1882; Eng. transl., The Life of S. Teresa of Jesus, London, 1888);
- Camino de Perfección, written also before 1567, at the direction of her confessor (Salamanca, 1589; Eng. transl., The Way of Perfection., London, 1852);
- El Castillo Interior, written in 1577 (Eng. transl., The Interior Castle, London, 1852), comparing the contemplative soul to a castle with seven successive interior courts, or chambers, analogous to the seven heavens;
- Relaciones, an extension of the autobiography giving her inner and outer experiences in epistolary form.

いくぶん小規模な作品として、『愛の概念』（Conceptos del Amor）と『感嘆』（Exclamaciones）の2つがある。さらに、342通の手紙とその他の87の断片から成る『書簡集』（Cartas、サラゴッサ、1671年）がある。テレサの散文的な文章には気取らない品の良さ、極度に修辞的なこぎれいさ、うっとりさせるような表現の力がある。それは、彼女がスペイン語文学の書き手としても非常に優れていたことをも示す。さらに、彼女が書いた数少ない詩の『全詩集』（Todas las poesias、Munster、1854年）は、彼女の優しい感情とリズミカルな思考を顕著にするものである。

## 美術

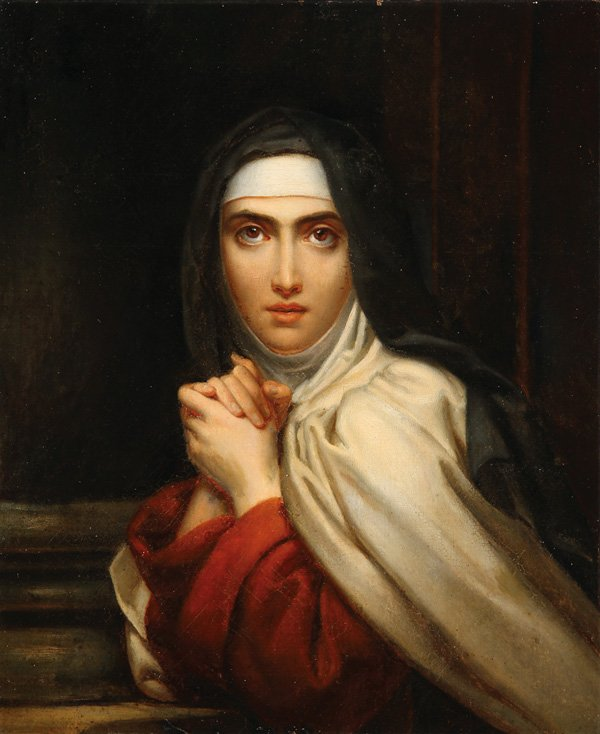
フランソワ・ジェラール画『聖テレサ』（部分）

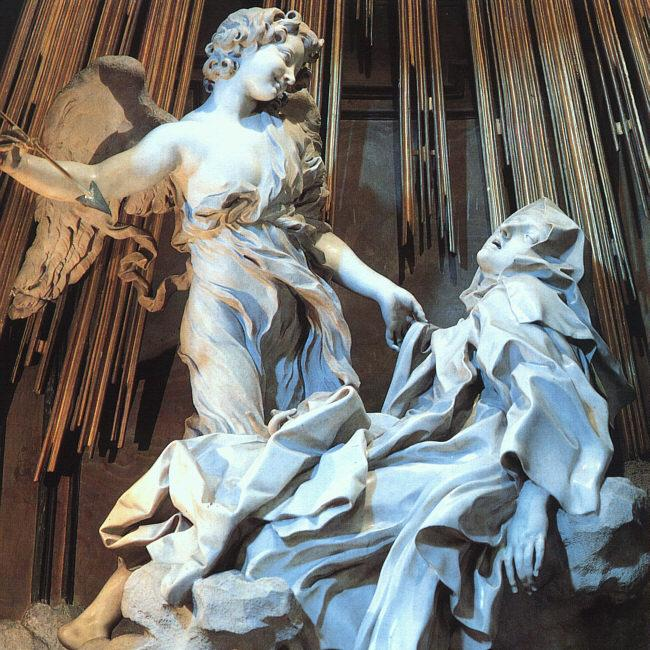
ベルニーニ作『聖テレサの法悦（聖テレジアの法悦）』

若い頃のテレサを描いた最も美しいものの一つは、1819年から1820年にかけてフランスの新古典派の画家、フランソワ・ジェラールによって描かれた『聖テレサ』である。
ベルニーニは聖テレサに創造的感性を刺激され、有名な作品『聖テレサの法悦』を彫刻に表現した。

## 音楽
聖テレサは、Joan Osborneの同名の歌にも登場する。
彼女は、ヴァージル・トムソン（Virgil thomson）作曲、ガートルード・スタイン（Gertrude Stein）台本のオペラ『三幕の四人の聖人』（Four Saints in Three Acts）の主人公でもある。